# Ross Peaks
Die Ross Peaks sind eine Reihe von bis zu etwa 450 m hohen Anhöhen auf Laurie Island im Archipel der Südlichen Orkneyinseln. Sie ragen in nordwest-südöstlicher Ausrichtung zwischen der Ferguslie-Halbinsel und der Fitchie Bay auf.
Das UK Antarctic Place-Names Committee benannte sie 1988 nach Alistair Ross (1881–unbekannt), Tierpräparator bei der Scottish National Antarctic Expedition (1902–1904) unter der Leitung von William Speirs Bruce.